# Marie Gruber
Marie Gruber (* 11. Juni 1955 in Wuppertal; † 8. Februar 2018 in Berlin) war eine deutsche Schauspielerin, Hörspiel- und Synchronsprecherin. Der Durchbruch gelang ihr 1991 als Rita Struutz in der erfolgreichen Kinokomödie Go Trabi Go. Im Fernsehen wurde sie als Kriminaltechnikerin Rosamunde Weigand in der ARD-Krimireihe Polizeiruf 110 bekannt. Neben ihrer Mitwirkung in etlichen Theaterinszenierungen von Frank Castorf spielte sie ab 1980 in über 140 Film- und Fernsehproduktionen.

## Leben

### Herkunft und Ausbildung
Marie Gruber wurde 1955 in Wuppertal als Tochter eines Sattlers und einer in der Landwirtschaft arbeitenden Mutter geboren, wo sie bis zu ihrem sechsten Lebensjahr lebte. Nach dem Umzug ihrer Eltern nach  Halle (Saale) wuchs sie dort gemeinsam mit ihren zwei älteren Brüdern auf. Von 1979 bis 1982 absolvierte Gruber ihre Schauspielausbildung an der Hochschule für Schauspielkunst Ernst Busch in Ost-Berlin.

### Theater
Gruber hatte nach Abschluss ihrer Schauspielausbildung Theaterengagements am Landestheater Anklam unter Frank Castorf, am Staatsschauspiel Dresden, an den Berliner Bühnen „Das Ei“, Friedrichstadtpalast, der Berliner Volksbühne, am Theater 89, am Brandenburger Theater sowie am Theater am Kurfürstendamm. Ihr Repertoire reichte von Henrik Ibsen (Nora oder Ein Puppenheim), Molière (Tartuffe), Bertolt Brecht (Trommeln in der Nacht, Die Gewehre der Frau Carrar), William Shakespeare (Othello) bis hin zu Heinrich von Kleist (Der zerbrochne Krug).

### Film und Fernsehen
Gruber gab 1980 als Madeleine ihr Filmdebüt in dem Fernsehfilm Andreas und der Knochenmann. Im selben Jahr engagierte sie Schauspieler und Regisseur Dieter Bellmann für seine DFF-Märchenproduktion Dornröschen in der Titelrolle. 1981 war sie in Herrmann Zschoches Bürgschaft für ein Jahr in einer kleinen Nebenrolle als Cliquenmitglied erstmals auf der Kinoleinwand zu sehen. Ihren ersten Polizeiruf-110-Auftritt hatte sie 1985 in einer Doppelrolle in der Episode Verführung. 1986 spielte sie an der Seite von Katrin Sass in der Herbert-Otto-Romanverfilmung Der Traum vom Elch die Hauptrolle der Krankenschwester Anette.
Nach der Wende war Gruber in einigen Produktionen auf der Kinoleinwand und im Fernsehen zu sehen. 1991 kam mit ihrer Rolle als Hausfrau Rita Struutz in der erfolgreichen Kinokomödie Go Trabi Go und deren Fortsetzung Go Trabi Go 2 – Das war der wilde Osten im Jahr 1992 an der Seite von Wolfgang Stumph der Durchbruch. Mit Stumph war sie von 1995 bis 1997 in dessen ZDF-Krimireihe Stubbe – Von Fall zu Fall in elf Episoden als seine Ehefrau Caroline, die ab der zwölften Folge von Renate Krößner dargestellt wurde, zu sehen.
Einem breiten Fernsehpublikum wurde sie als Kriminaltechnikerin Rosamunde Weigand des Hallenser Duos Schmücke und Schneider (gespielt von Jaecki Schwarz und Wolfgang Winkler) in der ARD-Krimireihe Polizeiruf 110 bekannt, die sie 2000 in der von Marco Serafini inszenierten Episode Böse Wetter erstmals darstellte. Im März 2013 wurde mit Laufsteg in den Tod die letzte Folge mit ihr als Rosamunde Weigand ausgestrahlt. Sie war parallel auch in anderen Rollen der Krimireihe zu sehen. In dem Fall Mordsfreunde der Ermittler Schmücke und Schneider von 1999 trat sie vor ihrer festen Rolle bereits als Gertrud Boldt auf. 2010 spielte sie im Fall Aquarius des Ermittlergespanns Bukow und König die Rolle der Gisela Kowski.
In der 2006 für den Adolf-Grimme-Preis nominierten Comedy-Serie Bei Krömers von Kurt Krömer verkörperte Gruber in acht Folgen Ingrid Krömer. In dem mit einem Oscar ausgezeichneten Drama Das Leben der Anderen von 2006 sowie in der internationalen Produktion Der Vorleser von 2008 übernahm sie Nebenrollen. Auch in zahlreichen Kinder- und Jugendproduktionen wirkte Gruber mit. In der KiKA-Weihnachtsserie Beutolomäus sucht den Weihnachtsmann mit der fiktiven Weihnachtsfigur Beutolomäus übernahm sie als Mutter der von Emelie Kundrun gespielten Anne Gerber eine durchgehende Nebenrolle.
Zwischen 2009 und 2014 spielte sie in mehreren Märchenfilmen der Fernsehreihen Sechs auf einen Streich und Märchenperlen, so verkörperte sie eine Bäuerin in Die kluge Bauerntochter (2009), in Rotkäppchen (2012) agierte sie als Großmutter und in der Wilhelm-Hauff-Verfilmung Das kalte Herz (2014) von Marc-Andreas Bochert stellte sie die Mutter des von Rafael Gareisen gespielten Köhlers Peter Munk dar. Im Mai 2014 war sie zudem im französischen Märchenfilm Die Schöne und das Biest von Regisseur Christophe Gans in einer Nebenrolle auf der Kinoleinwand zu sehen.
2014 spielte Gruber an der Seite von Michael Gwisdek, Anna Loos, Ursula Karusseit, Dieter Mann und Jutta Wachowiak in Udo Wittes Fernsehkomödie Die letzten Millionen. Sie übernahm neben Auftritten in Kino- und Fernsehfilmen wiederholt Gastrollen in Fernsehserien- und reihen, u. a. in Praxis Bülowbogen, Für alle Fälle Stefanie, In aller Freundschaft, Der Kriminalist, Das Traumschiff oder in den verschiedenen SOKO-Sendeformaten des ZDF. Ihre letzte Rolle hatte Gruber 2017 als alkoholkranke Ehefrau eines Kommissars in der Krimiserie Babylon Berlin.

### Sprechertätigkeiten
Neben ihren Arbeiten am Theater und in Film und Fernsehen sprach Gruber zahlreiche Hörspiel- und Hörbuchproduktionen ein. Ab 1981 wirkte sie kontinuierlich in zahlreichen Hörspielproduktionen für den Rundfunk der DDR mit. Von 2014 bis 2016 sprach sie die „Online-Omi“ in den Hörbüchern der gleichnamigen Buchreihe des deutschen Schriftstellers Torsten Rohde, der seine Werke unter dem Pseudonym Renate Bergmann veröffentlicht.
Daneben betätigte sie sich auch als Synchronsprecherin. Im Radio-Tatort des MDR sprach sie das „Blümchen“ und lieh u. a. Wanda Sykes für die Rolle von Sids Großmutter, einem Faultier, in den beiden amerikanischen computeranimierten Action-Comedy-Filmen Ice Age 4 – Voll verschoben (2012) und Ice Age 5 – Kollision voraus! (2016) ihre Stimme.

### Privates
Marie Gruber hat zwei Söhne und war zweimal verheiratet. Sie lebte mit ihrem Lebensgefährten in Berlin-Pankow. Ab Oktober 2017 nahm Gruber sich eine Auszeit, um sich der Behandlung einer Lungenkrebserkrankung zu unterziehen. Sie starb im Februar 2018 im Alter von 62 Jahren.

## Filmografie

### Kinofilme
- 1981: Bürgschaft für ein Jahr
- 1983: Schwierig sich zu verloben
- 1984: Bockshorn
- 1984: Das Eismeer ruft
- 1986: Je t’aime, cherie
- 1986: Der Traum vom Elch
- 1989: Grüne Hochzeit
- 1991: Go Trabi Go
- 1991: Lord Hansi
- 1992: Go Trabi Go 2 – Das war der wilde Osten
- 1994: Alles auf Anfang
- 1995: Einsteins Baby
- 2000: Fernes Land Pa-Isch
- 2003: Ein Schiff wird kommen
- 2003: Eierdiebe
- 2003: Befreite Zone
- 2005: Liebes Spiel
- 2006: Das Leben der Anderen
- 2006: Maria am Wasser
- 2007: Alle Alle
- 2007: Zeit der Fische
- 2008: Jerichow
- 2008: Der Vorleser
- 2009: Lila, Lila
- 2010: Boxhagener Platz
- 2010: Drei
- 2011: I Phone You
- 2013: Wechselspiel
- 2013: Sputnik
- 2014: Die Schöne und das Biest
- 2014: Das Ende der Geduld
- 2016: Frantz
- 2016: Hey Bunny

### Fernsehfilme
- 1980: Andreas und der Knochenmann
- 1980: Dornröschen
- 1981: Glücklich – aber verheiratet
- 1983: Wenn die Elisabeth
- 1984: Ach du meine Liebe
- 1986: Der Elterntauschladen
- 1987: Zwei leere Stühle
- 1997: 2 1/2 Minuten
- 1999: Einfach raus
- 2000: Schwiegermutter
- 2000: Zwei Mädels auf Mallorca – Die heißeste Nacht des Jahres
- 2002: Kubaner küssen besser
- 2003: Spurlos – Ein Baby verschwindet
- 2003: Lotti auf der Flucht
- 2005: Die letzte Schlacht
- 2005: Die Nachrichten
- 2005: Nimm dir dein Leben
- 2006: Eine Chance für die Liebe
- 2006: Die Mauer – Berlin ’61
- 2006: Meine bezaubernde Feindin
- 2006: Die Kinder der Flucht (Dreiteiler, 1. Film Eine Liebe an der Oder)
- 2006: Wenn du mich brauchst
- 2008: Küss mich, wenn es Liebe ist
- 2008: Wir sind das Volk – Liebe kennt keine Grenzen (Zweiteiler)
- 2008: Immer Wirbel um Marie
- 2009: Ich steig’ Dir aufs Dach, Liebling
- 2009: Die Blücherbande
- 2009: Böseckendorf – Die Nacht, in der ein Dorf verschwand
- 2009: Tierisch verliebt
- 2009: Die kluge Bauerntochter
- 2010: Auf Doktor komm raus
- 2010: Die Zeit der Kraniche
- 2010: Die Kinder von Blankenese
- 2011: Es ist nicht vorbei
- 2011: Engel der Gerechtigkeit
- 2011: Inklusion – gemeinsam anders
- 2012: Schmidt & Schwarz
- 2012: Komm, schöner Tod
- 2012: Aus Liebe zu Dir
- 2012: Rotkäppchen
- 2013: Nacht über Berlin
- 2013: Die Pastorin
- 2013: Papa auf Probe
- 2014: Das kalte Herz
- 2014: Die letzten Millionen
- 2014: Alleine war gestern
- 2015: Krüger aus Almanya
- 2015: Franziskas Welt: Hochzeiten und andere Hürden
- 2015: Heimat ist kein Ort
- 2016: Die siebte Stunde
- 2016: Drei Väter sind besser als keiner
- 2016: Kästner und der kleine Dienstag
- 2016: Lotte Jäger und das tote Mädchen
- 2017: Familie mit Hindernissen
- 2017: Leichtmatrosen – Drei Mann in einem Boot
- 2017: Schwarzbrot in Thailand

### Fernsehreihen
- 1983: Der Staatsanwalt hat das Wort: Verlorene Zeit
- 1985: Polizeiruf 110: Verführung
- 1985: Polizeiruf 110: Ein Schritt zu weit
- 1986: Der Staatsanwalt hat das Wort: Klavier gesucht
- 1987: Polizeiruf 110: Abschiedslied für Linda
- 1995–1997: Stubbe – Von Fall zu Fall (11 Folgen)
- 1994; 1996: Praxis Bülowbogen (verschiedene Rollen, zwei Folgen)
- 1997; 1999: Für alle Fälle Stefanie (verschiedene Rollen, zwei Folgen)
- 1998: Die Männer vom K3 (Folge Liebestest)
- 1999–2011: In aller Freundschaft (verschiedene Rollen, vier Folgen, u. a. Folge 427: Schuld)
- 1999: Polizeiruf 110: Mordsfreunde
- 2000–2013: Polizeiruf 110 (als Rosamunde Weigand) → siehe Schmücke und Schneider
- 2000: Der letzte Zeuge (Folge Der Tod des weißen Ritters)
- 2000: Dr. Sommerfeld – Neues vom Bülowbogen (Folge Wochenend und Sonnenschein)
- 2000: Tatort: Quartett in Leipzig
- 2002: Berlin, Berlin (2 Folgen)
- 2004: Alphateam – Die Lebensretter im OP (Folge Jugendsünde)
- 2005–2006: Bei Krömers (8 Folgen)
- 2005: Abschnitt 40 (Folge Kindeswohl)
- 2005: Kanzleramt (2 Folgen)
- 2005: Beutolomäus sucht den Weihnachtsmann (24 Folgen)
- 2006: Anja & Anton (Folge Katzenzungen)
- 2008; 2010: Unser Charly (verschiedene Rollen, zwei Folgen)
- 2008–2017: Der Kriminalist (verschiedene Rollen, drei Folgen)
- 2008: Löwenzahn (Folge Schimmel – Pelziger Besuch)
- 2008: Der Landarzt (Folge Gute Geschäfte)
- 2009: Tierärztin Dr. Mertens (Folge Sorgenkinder)
- 2010: Polizeiruf 110: Aquarius
- 2010: Notruf Hafenkante (Folge Geisterstunde)
- 2011: SOKO Leipzig (Folge Schlecht beraten)
- 2012: Bella: Bella Australia
- 2012: Letzte Spur Berlin (Folge Erlebensfall)
- 2012: Klinik am Alex (Folge Lügengeschichten)
- 2012: Das Traumschiff: Puerto Rico
- 2013: Das Traumschiff: Malaysia
- 2013: Inga Lindström: Feuer unterm Dach
- 2014: Binny und der Geist (Folge Madame Buh)
- 2014: SOKO Stuttgart (Folge Krokodil)
- 2015: Der Staatsanwalt (Folge Sport ist Mord)
- 2015: SOKO Wismar (Folge Dolce Vita)
- 2015: Kommissar Marthaler – Ein allzu schönes Mädchen
- 2015: In aller Freundschaft – Die jungen Ärzte (Folge Wahrer Mut)
- 2015: Katie Fforde: Mein Wunschkind
- 2016: Bettys Diagnose (Folge Wunschkind)
- 2017: Babylon Berlin (7 Folgen)

## Synchronisationen

### Filme
- 1985: Barbara Steele als Harriet Di Montebruno in Ein Engel für den Teufel
- 1986: Jessica Harper als Cynthia in The Imagemaker – Im Zentrum der Macht (2. Synchronisation für die DEFA)
- 2004: Shulamit Adar als Madame Seyvos in Das Leben ist seltsam
- 2010: Imelda Staunton als Janet in Another Year
- 2010: Milena Vukotic als Maria in Briefe an Julia
- 2012: Wanda Sykes als Sids Großmutter (Faultier) in Ice Age 4 – Voll verschoben
- 2016: Wanda Sykes als Sids Großmutter (Faultier) in Ice Age 5 – Kollision voraus!

### Serien
- Carole Ashby als Moira Montauban in Jim Bergerac ermittelt
- Hazel Court als Charlotte Scott in Twilight Zone – Unwahrscheinliche Geschichten

## Hörspiele
- 1981: Brigitte Hähnel: Die Einladung (Amarza) – Regie: Barbara Plensat (Hörspiel – Rundfunk der DDR)
- 1982: Johann Wolfgang von Goethe: Stella – Regie: Fritz Göhler (Rundfunk der DDR)
- 1984: Carl Ceiss: Die kleine Kuckucksuhr – Regie: Flora Hoffmann (Rundfunk der DDR)
- 1984: Oscar Wilde: Der Fischer und seine Seele – Regie: Barbara Plensat (Hörspiel – Rundfunk der DDR)
- 1986: Ulrich Waldner: Eine Wohnung unterderhand (Rita Sommer) – Regie: Detlef Kurzweg (Kurzhörspiel der Reihe: Waldstraße Nummer 7 – Rundfunk der DDR)
- 1987: Jacob Grimm/Wilhelm Grimm: König Drosselbart – Regie: Maritta Hübner (Kinderhörspiel – Rundfunk der DDR)
- 2008: Volkmar Röhrich: Schöne Aussicht (, Blümchen) — Regie: Götz Fritsch (Radio-Tatort — MDR)
- 2013: Eva Lia Reinegger: Jähnicke schmeckt’s – Regie: Stefanie Lazai (Kriminalhörspiel – DKultur)
- 2014: Esther Dischereit: Blumen für Otello – Regie: Giuseppe Maio (DKultur)
- 2014: Thilo Reffert: Kurschatten (Blümchen) – Regie: Götz Fritsch (Radio-Tatort – MDR)

## Hörbücher
- 2007: Lene Voigt: De Graniche des Ibigus. Unterlauf & Zschiedrich Hörbuchverlag, ISBN 978-3-934384-33-0.
- 2009: Lene Voigt: Dr alde Barbarossa. Unterlauf & Zschiedrich Hörbuchverlag, ISBN 978-3-934384-38-5.
- 2009: Harzer-Hexen-Stieg. (gemeinsam mit Jaecki Schwarz) Unterlauf & Zschiedrich Hörbuchverlag, ISBN 978-3-934384-40-8.
- 2014: Renate Bergmann: Ich bin nicht süß, ich hab bloß Zucker. Die Online-Omi sagt wie´s ist. Der Audio Verlag, ISBN 978-3-86231-454-6.
- 2015: Renate Bergmann: Das bisschen Hüfte, meine Güte. Die Online-Omi muss in Reha. Der Audio Verlag, ISBN 978-3-86231-516-1.
- 2015: Renate Bergmann: Über Topflappen freut sich ja jeder. Weihnachten mit der Online-Omi. Der Audio Verlag, ISBN 978-3-86231-648-9.
- 2016: Renate Bergmann: Wer erbt, muss auch gießen. Die Online-Omi teilt auf. Der Audio Verlag, ISBN 978-3-86231-827-8.